# Gornsdorf
Gornsdorf är en kommun och ort i Landkreis Erzgebirgskreis i förbundslandet Sachsen i Tyskland. Kommunen har cirka 1 900 invånare.
Kommunen ingår i förvaltningsområdet Burkhardtsdorf tillsammans med kommunerna Auerbach och Burkhardtsdorf.